# Научноизследователски институт
Научноизследователски институт е самостоятелна организация, създадена специално за научни изследвания и развойна (проекто-конструкторска) дейност.

## История
Прецедент за използването на думата „институт“ (на френски: l’institute), първоначално установяване (в лексиката до началото на XX век), след това учреждение – към организация, занимаваща се с научни изследвания, е създаден за първи път във Франция: Френски институт (на френски: Institut de France), открит на 25 октомври 1795 година и обединил няколко академии, разпуснати от Конвента през 1793 г.
Към края на XIX век, поради процесите на диференциация и интеграция в науката, на дневен ред излизат проблеми, чието решение се оказва не по силите на самотните учени, в чиито лаборатории и работилници са се създавали откритията на науката и техниката дотогава.
Решението на тези нови проблеми изисква обединяването на усилията на учени с различни специалности за колективен труд. Събрани под егидата на института, те разработват един конкретен проблем от различни страни, всеки в рамките на тясната си специалност, както и работят над фундаментални идеи, имащи значение за съответната област на знанието. Първите праобрази на съвременните научни институти, разработващи фундаментални проблеми, се появяват в областта на естествознанието – например френският Институт „Пастьор“ (основан на 4 юни 1887 г.).
Научноизследователските и развойните институти и лаборатории стават удобна организационна форма за оказване на финансова подкрепа от страна на държавата. Например през 1911 г. в Германия с тази цел е създадено „Обществото на кайзер Вилхелм“, обединяващо научноизследователските учреждения, лабораториите, метрологичните станции и др. То е предшественик на съществуващите днес Институти Макс Планк.